# Mohamed Keïta
Pour les articles homonymes, voir Keita.
Mohamed Keïta né à Arfamoussaya dans la préfecture de Dabola, est un homme politique guinéen.

## Biographie et études
Mohamed Keïta est né à Fella Hamdallaye, dans la sous-préfecture d’Arfamoussaya, en Haute-Guinée. Il est diplômé d'une licence en circulation aérienne, ingénieur en exploitation du transport aérien et docteur en droit international public.

## Enseignant
Il a été professeur titulaire de droit international public à l’université Gamal Abdel Nasser et à l’université Général Lansana Conté de Sonfonia.

## Parcours professionnel
Mohamed Keita a été conseiller politique de l’ambassade de Guinée à Moscou avant de devenir ambassadeur de la Guinée à Moscou de 2011 à 2021.

## Ministre
Il est nommé ministre d'État, Ministre des Transports par décret présidentiel le 27 janvier 2021 dans le gouvernement Kassory II jusqu'à la chute d'Alpha Condé le 5 septembre 2021.